# La Trappe Witte Trappist
La Trappe Witte Trappist is een wit trappistenbier met een alcoholpercentage is 5.5%, gebrouwen door de brouwerij van de trappistenabdij Koningshoeven in Berkel-Enschot. Het was het enige trappistenwitbier op de wereld, maar sinds 2019 maakt ook de Abdij van Engelszell in Oostenrijk een witbier.